# 山田正三 (医師)
山田正三（やまだ しょうぞう）は、日本の脳神経外科医。日本の脳神経外科に功績を残した福島孝徳に続き、非浸襲的な下垂体腫瘍の手術法を日本の脳神経外科に広めたとして知られる。

## 概要
下垂体腫瘍、頭蓋咽頭腫を中心に下垂体疾患の外科治療を行なう。各国の若手外科医へ手術の技術を伝える活動も行う。内視鏡を使い、経鼻法（ハーディ法）手術を基本とする。巨大腫瘍を1度に摘出するCombined supra-infrasellar approach の開発者。

## 経歴
- 1977年3月 秋田大学医学部医学科卒業
- 1977年4月 虎の門病院脳神経外科専修医
- 1986年-1987年 トロント大学（University of Toronto）病理学教室留学
- 1992年8月 虎の門病院脳神経外科医長
- 2004年10月 虎の門病院内分泌センター　センター長
- 2005年4月 虎の門病院間脳下垂体外科　部長
- 2012年4月 虎の門病院副院長
- 2018年4月 森山脳神経センター病院 脳下垂体センター　センター長
- 2018年4月 虎の門病院　間脳下垂体外科　特任部長
- 2018年6月 THE 4th ASIA-PACIFIC Trans-sphenoidal surgery hands-on Workshop（韓国、ソウル）
- 2018年8月 Pituitary Expert Meeting in Asia（PEMA）
- 2019年4月 森山脳神経センター病院に所属

## 資格
- 日本脳神経外科学会専門医
- 日本内分泌学会専門医
- 日本神経内視鏡学会技術認定医

## 所属学会
- 日本脳神経外科学会 評議員
- 日本内分泌学会 理事
- 日本間脳下垂体腫瘍学会 理事
- 日本臨床内分泌病理学会 理事長

## 学術誌
- Journal of Neurosurgery
- in Journal of Neurosurgery (Volume 75: Issue 6 Dec 1991)
- Neurosurgery (Volume 34 Issue 4  April 1994)
- onlinelibrary(Volume45, Issue3 September 1996)
- Neurosurgery (Volume 67 Issue 4  October 2010)
- U.S. National Library of Medicine

## 出演番組
- プライムニュース イブニング（2018年11月19日、フジテレビ）

## 編集に関わった書籍
- 下垂体疾患診療マニュアル（内分泌シリーズ） 単行本 – 2016/11/22
- 下垂体疾患診療マニュアル　改訂第2版　改訂第2版 2016/11/25